# Anchietea peruviana
Anchietea peruviana Melch. – gatunek roślin z rodziny fiołkowatych (Violaceae). Występuje naturalnie w północno-zachodnim Peru. 

## Morfologia
PokrójZimozielony krzew o pnących pędach.
LiścieBlaszka liściowa ma kształt od owalnego do eliptycznie okrągławego. Mierzy 3,5–6 cm długości oraz 2–3,5 cm szerokości, jest karbowana lub piłkowana na brzegu, ma tępą nasadę i spiczasty wierzchołek.